# Troy Kotsur
Troy Kotsur est un acteur et réalisateur américain sourd, né le 24 juillet 1968 à Mesa (Arizona).
En 2022, il reçoit l'Oscar du meilleur acteur dans un second rôle pour son interprétation d'un père de famille sourd dans Coda.

## Biographie

### Jeunesse et formations
Troy Kotsur naît le 24 juillet 1968 à Mesa, en Arizona. Sa mère est JoDee (née True) et son père, Leonard Stephen Kotsur, qui est chef de police à Mesa. À neuf mois, ses parents découvrent qu'il est sourd, et, ensemble, apprennent la langue des signes américaine.
Il assiste aux cours à l'école pour sourds et aveugles (en) en Arizona, où il s'intéresse avant tout au théâtre, puis au lycée de Westwood (en) dans sa ville natale, d'où il est diplômé. Son professeur de théâtre l'y avait encouragé à participer à des spectacles de variété et à faire des numéros de pantomime, ce qui l'a motivé à poursuivre le théâtre. En 1987, il s'inscrit à l'université Gallaudet pour étudier théâtre, télévision et cinéma pendant deux ans.

### Carrière
En 1989, Troy Kotsur joue dans la pièce In a Room Somewhere de Susan Zeder, mise en scène par Victor Brown.
En 2001, il apparaît pour la première fois à la télévision, dans un épisode de la série La Vie avant tout (Strong Medicine), avant de se joindre, en 2002, à l'actrice Deanne Bray dans cinq épisodes de Sue Thomas, l'œil du FBI (Sue Thomas: F.B.Eye).
En 2007, il fait une apparition dans Le Nombre 23 (The Number 23) de Joel Schumacher.
En 2016 il interprète le rôle principal, James Hansen, dans le film indépendant Wild Prairie Rose de Deborah LaVine, décrochant le prix Jimmy Stewart au Festival international du film d'Heartland (en).
En décembre 2019, on annonce son apparition dans le cinquième épisode de la série télévisée The Mandalorian, l’univers de la saga Star Wars, dans le rôle d’un Tusken pratiquant la langue des signes américaine.

### Vie privée
Troy Kotsur s'est marié avec l'actrice Deanne Bray, avec qui il a eu une fille en 2005[réf. nécessaire].

## Filmographie

### Acteur

#### Longs métrages
- 2007 : Le Nombre 23 (The Number 23) de Joel Schumacher : Barnaby
- 2008 : Universal Signs d'Ann Calamia : Chris
- 2013 : No Ordinary Hero: The SuperDeafy Movie de lui-même : Matt
- 2016 : Wild Prairie Rose de Deborah LaVine : James Hansen
- 2021 : Coda de Sian Heder : Frank Rossi

#### Courts métrages
- 2007 : I See The Crowd Roar: The Story of William Dummy Hoy de David Risotto : Luther
- 2017 : Father's Day Breakfast de Natalie Simpkins : Stephen

#### Séries télévisées
- 2001 : La Vie avant tout (Strong Medicine) : Lars (saison 1, épisode 16 : Fix)
- 2002-2005 : Sue Thomas, l'œil du FBI (Sue Thomas: F.B.Eye) : Troy Myers (5 épisodes)
- 2003 : Doc : Troy (saison 4, épisode 5 : Rules of Engagement)
- 2006 : La Vie avant tout (Strong Medicine) : Lars
- 2006 : Les Experts : Manhattan (CSI: NY) : Dennis Mitchum (saison 3, épisode 12 : Silent Night)
- 2007 : Scrubs : M. Frances (saison 6, épisode 16 : The Silencer)
- 2012 : Esprits criminels (Criminal Minds) : John Myers (saison 8, épisode 1 : Le Silencieux (My Words of Wisdom))
- 2019 : The Mandalorian : le Tusken sourd (saison 1, épisode 5 : Chapter 5: The Gunslinger)

### Réalisateur

#### Long métrage
- 2013 : No Ordinary Hero: The SuperDeafy Movie

## Théâtre
- 1989 : In a Room Somewhere de Susan Zeder, mise en scène par Victor Brown[3]

## Distinctions
Sauf indication contraire, les informations mentionnées dans cette section peuvent être confirmées par la base de données cinématographiques IMDb,  présente dans la section « Liens externes ».

### Récompenses
- 2021 : Boston Society of Film Critics Awards du meilleur acteur dans un second rôle dans une comédie dramatique pour Coda (2021).
- 2021 : CRITICS CHOICE AWARDS du meilleur acteur dans un second rôle dans une comédie dramatique pour Coda (2021).
- 2021 : Gotham Independent Film Awards du meilleur acteur dans un second rôle dans une comédie dramatique pour Coda (2021).
- 2021 : Indiana Film Journalists Association Awards du meilleur acteur dans un second rôle dans une comédie dramatique pour Coda (2021).
- 2021 : Las Vegas Film Critics Society Awards du meilleur acteur dans un second rôle dans une comédie dramatique pour Coda (2021).
- BAFTA Awards 2022 : meilleur acteur dans un second rôle dans une comédie dramatique pour Coda (2021).
- 2022 : Film Independent's Spirit Awards du meilleur acteur dans un second rôle dans une comédie dramatique pour Coda (2021).
- Critics' Choice Movie Awards 2022 : meilleur acteur dans un second rôle dans une comédie dramatique pour Coda (2021).
- Oscars 2022 : meilleur acteur dans un second rôle dans une comédie dramatique pour Coda (2021).
- Festival international du film de Santa Barbara 2022 : Lauréat du Prix Virtuoso du meilleur acteur dans un second rôle dans une comédie dramatique pour Coda (2021).
- Screen Actors Guild Awards 2022 :
  - Meilleur acteur dans un second rôle dans une comédie dramatique pour Coda (2021).
  - Meilleure distribution dans une comédie dramatique pour Coda (2021). partagé avec Eugenio Derbez, Daniel Durant, Emilia Jones, Marlee Matlin et Ferdia Walsh-Peelo.
- 2022 : Vancouver Film Critics Circle Awards du meilleur acteur dans un second rôle dans une comédie dramatique pour Coda (2021).
- 2024 : Los Angeles Area Emmy Awards du meilleur programme de divertissement pour 2023 Media Access Awards with Easterseals (2024) partagé avec John Hamilton, Deborah Calla, Allen Rucker, Paul Miller, C. Drew Unser, Marlee Matlin, Michelle Merker et Amanda Hang...

### Nominations
- Golden Globes 2022 : meilleur acteur dans un second rôle dans une comédie dramatique pour Coda (2021).